# Mohamed Majdoub
Mohamed Majdoub é um matemático tunisiano, professor da Universidade Imam Abdulrahman Bin Faisal.
Foi palestrante convidado do Congresso Internacional de Matemáticos no Rio de Janeiro (2018: Well-posedness, Global existence and decay estimates for the heat equation with general power-exponential nonlinearities).